# Brit Awards 2020
BRIT Awards 2020, 40. ročník hudebních cen organizace British Phonographic Industry, se uskutečnily 18. února 2020. Předávání cen proběhlo v O2 Areně v Londýně.
Večerem provázel anglický moderátor Jack Whitehall. V prosinci 2019 bylo oznámeno, že moderátorka BBC Radio 1 Alice Levine bude moderovat BRITs Are Coming Nominations Launch Show, která proběhla 11. ledna 2020. Akce byla vysílána na britské televizi ITV.

## Předělání kategorií
Organizace British Phonographic Industry se rozhodla předělat kategorie pro ročník 2020, přičemž několik kategorií bylo přejmenováno a zrušeno, čímž se počet cen snížil z 13 na 9.

### Zrušené kategorie[4]
- International Group Award (nejlepší mezinárodní skupina) - vrátilo se v roce 2021
- Best British Video Award (nejlepší videoklip)
- Outstanding Contribution to Music Award (celoživotní hudební přínos)
- Global Success Award

### Přejmenované kategorie[3]
- Best New Artist (nejlepší nový umělec) - předtím British Breakthrough Act
- Rising Star Award (cena kritiků) - předtím Critics' Choice Award
- Song of the Year (píseň roku) - předtím British Single of the Year

## Účinkující

### Předskokani
| Účinkující             | Píseň                   | reakce UK Singles Chart (týden končící 27. února 2020) | reakce US Albums Chart (týden končící 27. února 2020) |
| ---------------------- | ----------------------- | ------------------------------------------------------ | ----------------------------------------------------- |
| Liam Payne Cheat Codes | "Live Forever"          | N/A                                                    | LP1 - 100 (-31)                                       |
| Freya Ridings          | "Lost Without You"      | N/A                                                    | Freya Ridings - 72 (+18)                              |
| Aitch                  | "Taste (Make It Shake)" | N/A                                                    | N/A                                                   |
| Dermot Keneddy         | "Power Over Me"         | 60 (+26)                                               | Without Fear - 23 (+17)                               |
| Mabel                  | "Don't Call Me Up"      | 52 (+4)                                                | High Expectations - 22 (+7)                           |

### Hlavní show
| Účinkující                                                        | Píseň                                                                                        | reakce UK Singles Chart (týden končící 27. února 2020) | reakce US Albums Chart (týden končící 27. února 2020)                           |
| ----------------------------------------------------------------- | -------------------------------------------------------------------------------------------- | ------------------------------------------------------ | ------------------------------------------------------------------------------- |
| Mabel                                                             | "Don't Call Me Up"                                                                           | 34 (+14)                                               | High Expectations – 24 (+5)                                                     |
| Lewis Capaldi                                                     | "Someone You Loved"                                                                          | 6 (+1)                                                 | Devinely Uninspired to a Hellish Extent - 2 (+/-)                               |
| Harry Styles                                                      | "Falling"                                                                                    | 41 (+53)                                               | Fine Line - 8 (+1)                                                              |
| Lizzo                                                             | "Cuz I Love You" "Truth Hurts" "Good as Hell" "Juice"                                        | N/A N/A 66 (+9) N/A                                    | Cuz I Love You - 35 (znovu objevení)                                            |
| Dave                                                              | "Black" Freestyle                                                                            | 100 (znovu objevení)                                   | Psychodrama - 14 (+43)                                                          |
| Billie Eilish Finneas Johnny Marr Hans Zimmer                     | "No Time to Die"                                                                             | 1 (debut)                                              | When We All Fall Asleep, Where Do We Go? - 4 (+2) Don't Smile at Me - 13 (+4)   |
| Celeste                                                           | "Strange"                                                                                    | N/A                                                    | N/A                                                                             |
| Stormzy Burna Boy Tiana Major9                                    | "Don't Forget to Breathe" "Do Better" "Wiley Flow" "Own It" "Anybody" (Burna Boy) "Rainfall" | N/A N/A 23 (+/-) N/A                                   | Heavy Is the Head - 7 (+/-)                                                     |
| Rod Stewart Royal Philharmonic Orchestra Ronnie Wood Kenney Jones | "I Don't Want to Talk About It" "Stay with Me"                                               | N/A N/A                                                | You're in My Heart: Rod Stewart with the Royal Philharmonic Orchestra - 34 (-8) |

## Ocenění a nominace
Vítězové jsou označeni tučně.
| British Album of the Year (nejlepší album) (vyhlašovali Billie Eilish a Finneas)                                                                                      | Song of the Year (nejlepší singl) (vyhlašoval Tom Jones) |
| --- | --- |
| - Dave - Psychodrama - Harry Styles - Fine Line - Lewis Capaldi - Divinely Uninspired to a Hellish Extent - Michael Kiwanuka - Kiwanuka - Stormzy - Heavy Is the Head | - Lewis Capaldi - "Someone You Loved" - AJ Tracey - "Ladbroke Grove" - Calvin Harris a Rag'n'Bone Man - "Giant" - Dave ft. Burna Boy - "Location" - Ed Sheeran a Justin Bieber - "I Don't Care" - Mabel - "Don't Call Me Up" - Mark Ronson ft. Miley Cyrus - "Nothing Breaks Like a Heart" - Sam Smith a Normani - "Dancing with a Stranger" - Stormzy - "Vossi Bop" - Tom Walker - "Just You and I |
| British Male Solo Artist (nejlepší mužský výkon) (vyhlašoval Ronnie Wood)                                                                                             | British Female Solo Artist (nejlepší ženský výkon) (vyhlašovaly Ellie Goulding a Jorja Smith) |
| - Stormzy - Dave - Harry Styles - Lewis Capaldi - Michael Kiwanuka | - Mabel - Charli XCX - FKA Twigs - Freya Ridings - Mahalia |
| British Group (nejlepší skupina) (vyhlašovaly Anne-Marie, Courtney Love a Hailee Steinfeld)                                                                           | Best New Artist (objev roku) (vyhlašovali Clara Amfo a Niall Horan) |
| - Foals - Bastille - Bring Me the Horizon - Coldplay - D-Block Europe                                                                                                 | - Lewis Capaldi - Aitch - Dave - Mabel - Sam Fender |
| International Male Solo Artist (nejlepší mužský zahraniční výkon) (vyhlašovali Kiefer Sutherland a Paloma Faith)                                                      | International Female Solo Artist (nejlepší ženský zahraniční výkon) (vyhlašovala Melanie C) |
| - Tyler, the Creator - Bruce Springsteen - Burna Boy - Dermot Kennedy - Post Malone                                                                                   | - Billie Eilish - Ariana Grande - Camila Cabello - Lana Del Rey - Lizzo |
| British Producer of the Year (nejlepší britský producent) | Rising Star Award (cena kritiků) (vyhlašoval Sam Fender) |
| - Fred Again | - Celeste - Beabadoobee - Joy Crookes |

## Několikanásobné nominace a ceny
| Nominace | Umělec           |
| -------- | ---------------- |
| 4        | Dave             |
| 4        | Lewis Capaldi    |
| 3        | Mabel            |
| 3        | Stormzy          |
| 2        | Burna Boy        |
| 2        | Harry Styles     |
| 2        | Michael Kiwanuka |
| 2        | Fred Again       |

| Ceny | Umělec        |
| ---- | ------------- |
| 2    | Lewis Capaldi |